# Chacun son cinéma
Chacun son cinéma es una película antológica francesa de 2007. La producción fue organizada por el aniversario número 60 del Festival de Cannes. La película es una colección de 34 cortometrajes, cada uno de tres minutos de duración, dirigidos por 36 reconocidos cineastas. Representando a cinco continentes y 25 países, los realizadores fueron invitados a expresar "sus estados mentales del momento inspirado por la sala de cine".
El lema de la película es: "Una declaración de amor por la pantalla gigante".

## Distribución

### Estreno
Chacun son cinéma fue estrenada en el Festival de Cannes el 20 de mayo de 2007 y fue televisada la misma noche en Francia por Canal+. El trabajo de David Lynch, Absurda, no estuvo listo a tiempo y fue proyectado antes de My Blueberry Nights en la noche de apertura del festival.

### DVD
Hay disponibles dos versiones en DVD de la película, ambas región 2: una lanzada por StudioCanal y otra lanzada por Pyramide Distribution. World Cinema de los hermanos Coen no fue incluida en el DVD de StudioCanal ni en el de Pyramide. Absurda de David Lynch tampoco está presente en el DVD de StudioCanal.

## Cortometrajes
| - Raymond Depardon – Cinéma d'été - Takeshi Kitano – One Fine Day - Theo Angelopoulos – Trois minutes - Andrei Konchalovsky – Dans le noir - Nanni Moretti – Diario di uno spettatore - Hou Hsiao-Hsien – The Electric Princess House - Jean-Pierre y Luc Dardenne – Dans l'obscurité - Joel e Ethan Coen – World Cinema - Alejandro González Iñárritu – Anna - Zhang Yimou – En regardant le film - Amos Gitai – Le Dibbouk de Haifa - Jane Campion – The Lady Bug - Atom Egoyan – Artaud Double Bill - Aki Kaurismäki – La Fonderie - Olivier Assayas – Recrudescence - Youssef Chahine – 47 ans après - Tsai Ming-liang – It's a Dream - Lars von Trier – Occupations | - Raoul Ruiz – Le Don - Claude Lelouch – Cinéma de boulevard - Gus Van Sant – First Kiss - Roman Polanski – Cinéma érotique - Michael Cimino – No Translation Needed - David Cronenberg – At the Suicide of the Last Jew in the World in the Last Cinema in the World - Wong Kar Wai – I Travelled 9000 km To Give It To You - Abbas Kiarostami – Where Is My Romeo? - Bille August – The Last Dating Show - Elia Suleiman – Irtebak - Manoel de Oliveira – Rencontre unique - Walter Salles – A 8 944 km de Cannes - Wim Wenders – War in Peace - Chen Kaige – Zhanxiou Village - Ken Loach – Happy Ending - David Lynch – Absurda |